# محمدابراهیم آیتی
محمدابراهیم آیتی بیرجندی (۱۲۹۴–۱۳۴۳) نویسنده و مترجم و مورخ ایرانی بود. او برای ترجمه کتاب‌های تاریخ یعقوبی، فتوح البلدان و افکار جاوید محمد چند بار برگزیدهٔ جایزه سلطنتی کتاب سال شد.
او همچنین برای نگارش کتاب تاریخ پیامبر اسلام برگزیده کتاب سال جمهوری اسلامی ایران شد.